# Gepuffte Lebensmittel

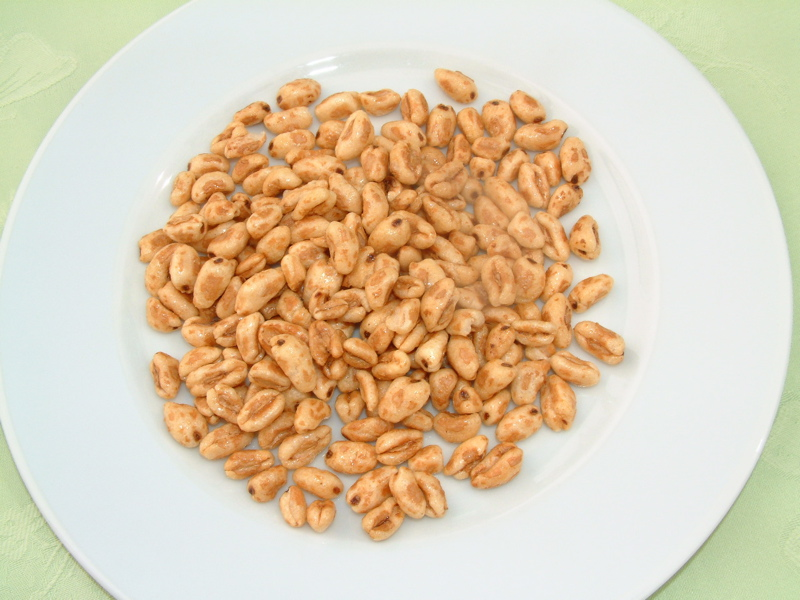
Teller mit gepufftem Weizen

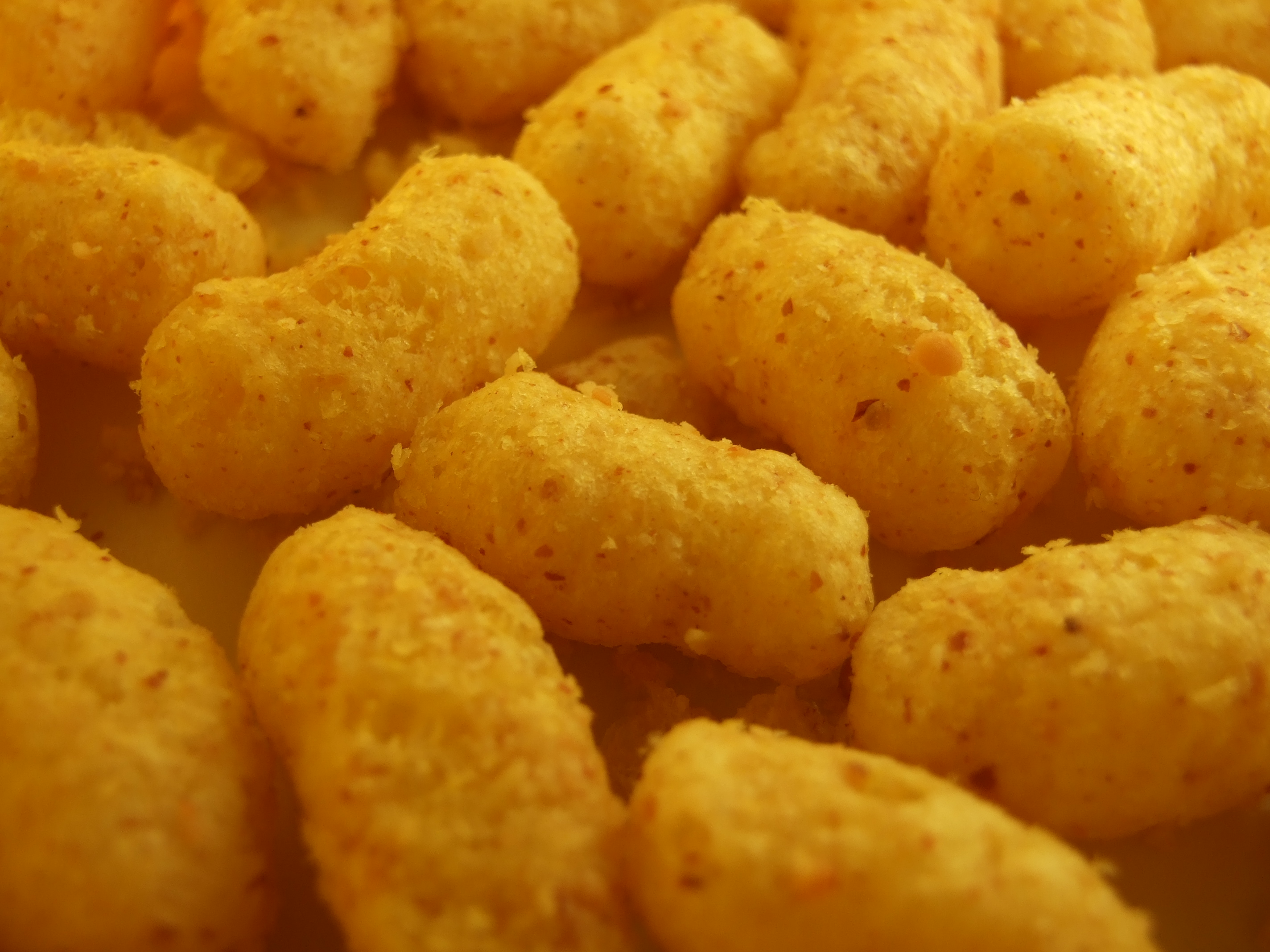
Erdnussflips

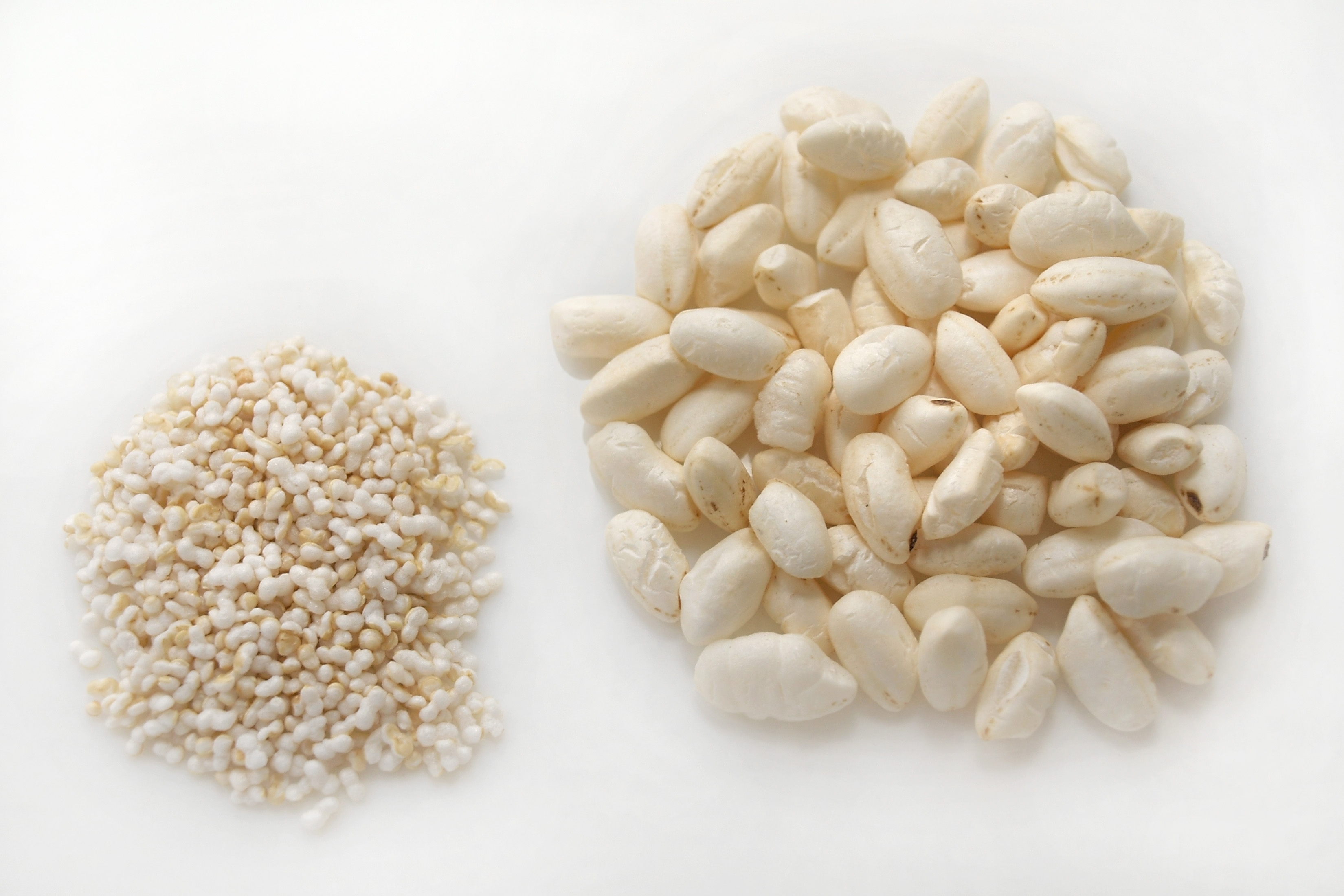
Vergleich: links gepuffter Amarant, rechts gepuffter Reis

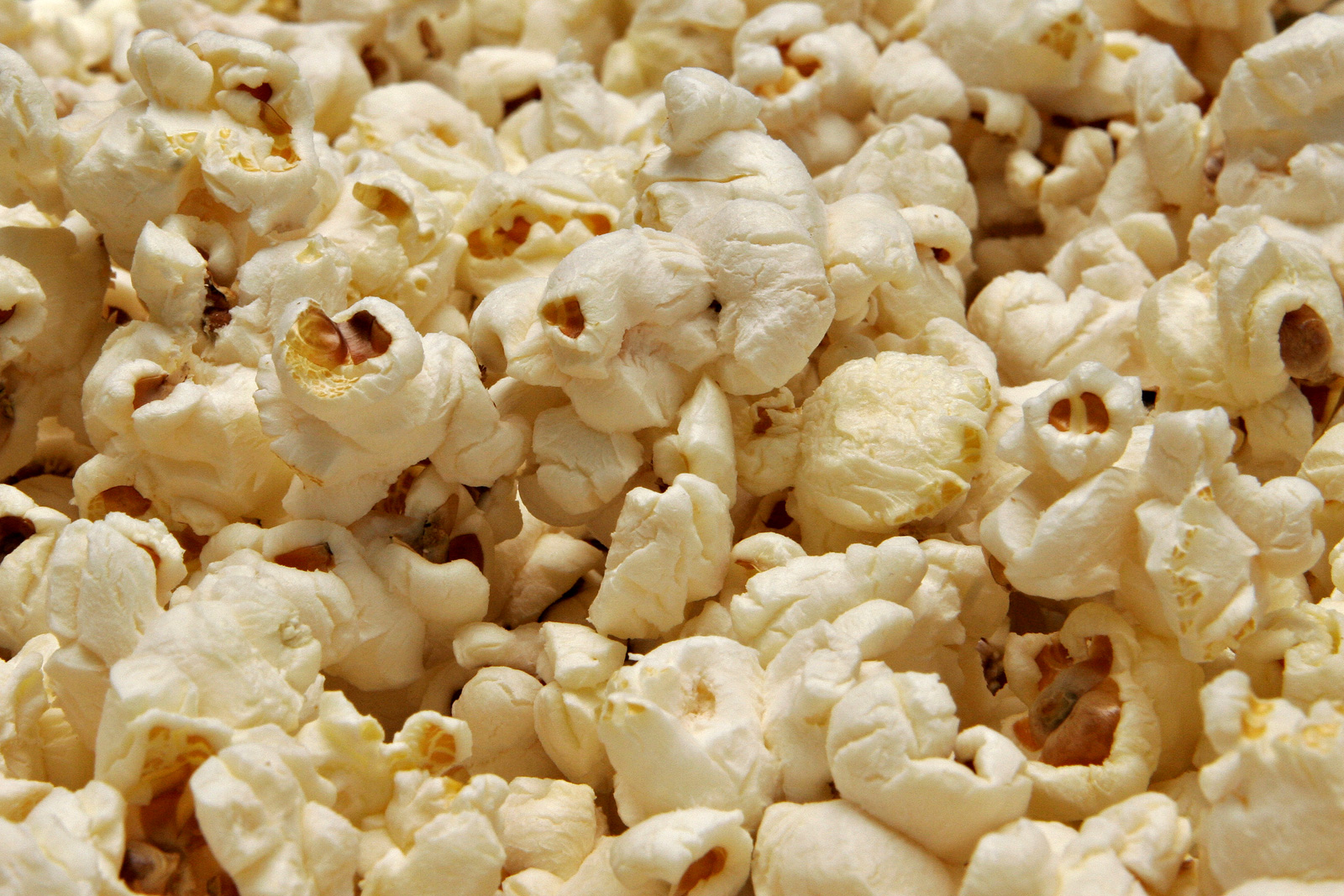
Popcorn

Das Puffen von Lebensmitteln bezeichnet ein Verfahren der Behandlung mit Hitze und Druck, das dem Lebensmittel eine schaumige innere Struktur verleiht. Die bekanntesten Vertreter sind das Popcorn (Puffmais) und der Puffreis, bei denen stärkehaltige Pflanzensamen gepufft werden. Gepuffte Nahrungsmittel haben ein sehr geringes spezifisches Gewicht und sind leicht zu kauen.

## Herstellung
Beim Puffen von Samen verdampft das in den Samenkörnern enthaltene Wasser durch plötzliche Druckverringerung explosionsartig. Die heiße, gequollene Stärke der Körner schäumt dabei auf ein Vielfaches ihres ursprünglichen Volumens auf und erstarrt in diesem Zustand.
Bestimmte Körnerarten (z. B. spezieller Puffmais zur Herstellung von Popcorn) können allein durch Erhitzen der vollständigen Körner gepufft werden, da die Samenhülle in der Lage ist, einem hohen Innendruck standzuhalten, bevor sie aufreißt und das schlagartige Expandieren der enthaltenen Stärke ermöglicht. Auf diese Weise hergestelltes Popcorn war bereits den indigenen Völkern Mittelamerikas bekannt.
Bei Körnerarten, deren Samenhülle nicht die notwendige Festigkeit aufweist (z. B. Reis, Gerste und Weizen), kommt ein Druckbehältnis zum Einsatz, in dem das Ausgangsmaterial trocken oder unter Zugabe von Wasser erhitzt wird. Der entstehende Überdruck wird dann schlagartig abgelassen, um das Aufpoppen auszulösen.
Ein weiteres Herstellungsverfahren, das auf dem Aufschäumen von gequollener Stärke bei Druckverringerung beruht, ist das Extrudieren von Knabbergebäcken, wie z. B. Erdnussflips. Hierbei handelt es sich um einen kontinuierlichen Prozess, bei dem die Druckverringerung beim Austreten eines heißen Stärkebreis aus einer Düse stattfindet. Auf gleiche Weise entsteht Sojafleisch aus entfettetem Sojabohnenmehl. Dieser Ausgangsstoff besteht allerdings zum größten Teil aus Proteinen mit nur vergleichsweise geringen Mengen Stärke.
Prinzipiell können Lebensmittel auch ohne plötzliche Druckverringerung eine Volumensvergrößerung erfahren, wie zum Beispiel bei der Zubereitung von Blätterteig oder Krabbenchips. Hierbei treibt der beim Erhitzen entstehende Wasserdampf das Lebensmittel kontinuierlich auf. Solche Zubereitungen werden jedoch nicht als „gepufft“ bezeichnet.

## Verwendung
Gepuffte Lebensmittel werden heute vor allem für Knabber-Snacks oder Süßwarenbestandteile eingesetzt. Im Gegensatz zu Popcorn findet sich gepufftes Quinoa-Korn, Amarant, Puffreis, Weizen oder Gerste als Zutat von Müslimischungen oder als Hauptbestandteil von Frühstücksflocken, wie auch als Bestandteil von Süßwaren, etwa Schoko- oder Müsliriegeln.
Gepuffte Gerste zeichnet sich durch ihren hohen Ballaststoffanteil von bis zu 16 % aus und findet sich deswegen auch in Backmischungen wieder.
Vor allem Reis wird mitunter durch Zusatz von Lebensmittelfarben gefärbt. Eine Besonderheit stellt gepuffter Reis als Teil der japanischen Grüntee-Zubereitung Genmaicha dar.

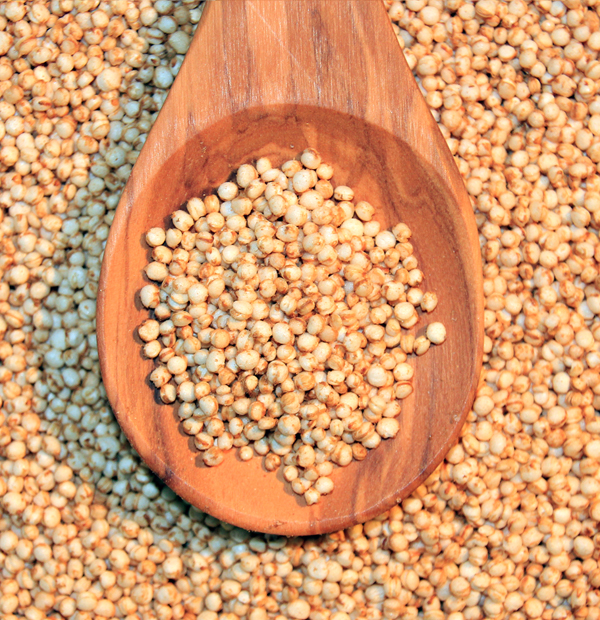
Quinoa-gepufft